# Сеймица (Белгородская область)
Сеймица — село в Прохоровском районе Белгородской области России, входит в Журавское сельское поселение.
Село находится на высоте 207 м над уровнем моря.
В Сеймице есть отделение почтовой связи «Сеймица» Прохоровского почтамта УФПС Белгородской области — филиала ФГУП «Почта России» (почтовый индекс — 309011)

## История
Хутор Сеймица основан в 40-х годах XIX века. Он заселялся переселенцами из слободы Кощеевой Корочанского района и из слободы Коломыцевой. Продолжительное время хутор не имел сильного прироста, только к 1885 году число дворов в нем составило 41.  
Название хутор получил от протекающей поблизости реки Донецкая Сеймица. До Октябрьской революции хутором владели кулаки, имевшие в распоряжении плодородные земли, маслобойни, мельницы, косилки, молотилки и сельскохозяйственные приспособления для обработки земли. Всю работу выполняли крестьяне, вынужденные наниматься к ним на работу, для обеспечения своего существования.   
Школы в хуторе не было, ближайшая - Журавская земская школа,большая часть жителей была безграмотная, лишь половина жителей умели поставить свою подпись.     
В послереволюционное время в хуторе был образован комитет бедноты совместно с батрачеством, который распределял хлеб и продукты первой необходимости, орудия сельскохозяйственного назначения среди малоимущего населения, изымая излишки у кулаков. Данный комитет также был должен способствовать укреплению Советской власти на местах и он принимал участие в организации первых колхозов. Началась коллективизация хозяйств, которая была встречена многими отказом вступать в колхоз.     
Такие жители были причислены к кулакам, а всё имущество изъято для нужд государства. Многие из раскулаченных были сосланы в Сибирь.     
С 1929 года в районе стали создаваться машино-тракторные станции (МТС).     
1932 год - в Сеймице был построен магазин, чуть ранее два клуба. В 1936 году построена школа.     
После окончания Второй Мировой войны в Сеймицах был построен родильный дом, который проработал до 1960-х годов. В 1963 году построена новая школа.     
Согласно данным переписи населения в 1979 году население села составляло 431 житель, на 01.01.1994 год - 304 жителя и 177 хозяйств.     

## Население
| 2002 | 2010 |
| ---- | ---- |
| 243  | ↘210 |